# Батенберг (род)
Вижте пояснителната страница за други значения на Батенберг.
Батенберг е аристократичен германски род, младши клон на Хесенския род, който управлява ландграфство Хесен-Дармщат и Велико херцогство Хесен в Германия. Неговият представител Александър I Батенберг е първият княз на Княжество България, управлявал между 1879 и 1886 година.
Съвременните представители на рода Батенберг произлизат от морганатичния брак на принц Александър фон Хесен-Дармщат (1823 – 1888) и Юлия фон Хауке (1825 – 1895).
Въпреки скандалната си история родът Батенберг бързо е приет от европейските аристократични фамилии и чрез редица бракове се обвързва с английското кралско семейство.
През XX век наследниците на рода са членове на много кралски фамилии:
- Принцеса Виктория Евгения Батенберг – кралица на Испания, съпруга на Алфонсо XIII;
- Принцеса Луиза Маунтбатън – кралица на Швеция, съпруга на крал Густав VI Адолф;
- Принц Филип, херцог на Единбург – син на принцеса Алис Батенберг и съпруг на кралица Елизабет II.

Наследниците на рода Батенберг във Великобритания са известни под името Маунтбатън (превод на Батенберг на английски).

## Представители
- Александър фон Хесен-Дармщат (1823 – 1888), трети син на великия херцог на Хесен-Дармщат Лудвиг II 
∞ Юлия (1825 – 1895), дъщеря на Ханс Мориц фон Хауке, руски генерал от артилерията и военен министър на полското кралство
  - Мария фон Батенберг (1852 – 1923) 
∞ 1871 за граф (от 1903 княз) Густав Ернст фон Ербах-Шьонберг (1840 – 1908)
    - Александер Лудвиг Алфред Еберхард (1872 -1944)
    - Максимилиан фон Ербах-Шьонберг (1878 – 1892)
    - Виктор Сергиус Хайнрих Бруно Карл (1880 – 1967)
    - Мари Елизабет (Едда) Доната (1883 -1966)

  - Лудвиг (1854 – 1921), принц Батенберг, през юни 1917 г. става 1-ви маркиз Милфорд-Хейвън и през юли се отказва от немската титла Батенберг, приемайки фамилията Маунтбатън (Mountbatten); 
∞ 1884 за Виктория (1863 – 1850), дъщеря на великия херцог на Хесен-Дармщат Лудвиг IV
    - Алис Батенберг (1885 – 1969), ∞ 1903 за гръцкия принц Андрей (1882 – 1944), чийто син е принц Филип Маунтбатън – съпруг на кралица Елизабет II;
    - Луиза Маунтбатън (1889 – 1965) – кралица на Швеция (1950 – 1965), втора съпруга от 1923 г. на крал Густав VI Адолф (1882 – 1973)
    - Джордж Маунтбатън (1898 – 1938), граф на Медина, 2-ри маркиз Милфорд-Хейвън (1921 – 1938), 
∞ 1916 за графиня Надежда Михайловна дьо Торби (1896 – 1963), внучка на цар Николай I и братовчедка на Александър Пушкин
      - Дейвид Маунтбатън (1919 – 1970), 3-ти маркиз Милфорд-Хейвън (1938 – 1970), 
∞ (1) 1950 за Роумейн Далгрин Пирс (1923 – 1975); ∞ (2) 1960 за Джанет Мерседес Брюс (*1937)
        - Джордж Айвър Луис Маунтбатън (*1961), 4-ти маркиз Милфорд-Хейвън (от 1970), ∞ 1989 (развод 1996) за Сара Джорджина Уолкър (*1962)
        - Айвър (*1963), ∞ 1984 за Пенелопа Ен Томсън (*1966)

    - Луис Маунтбатън (1900 – 1979), лорд Маутбатън (1900 – 1947), 1-ви граф Маунтбатън и Бирма (1947 – 1979), 24-ти вицекрал и последен генерал-губернатор на Индия (21 февруари – 15 август 1947), 
∞ 1922 за Едуина Ашли (1901 – 1960)
      - Патриция (1924 – 2017), ∞ 1946 за сър Джон Улик Нейбол, 7-ми барон Брабурн (*1924 – ?)
      - Памела (*1929), ∞ 1960 за Дейвид Хикс (1929 – 1998)

  - Александър I Батенберг (5.4.1857 – 17.11.1893), княз на България (1879 – 1886), граф Хартенау (от 1889), 
∞ 1889 за оперната певица Йохана Лойзингер (1865 – 1951)
    - Крум-Асен (1890 – 1965), граф Хартенау (1893 – 1965), ∞ 1932 за Берта Хуса Ламос (1892 – 1971)
    - Вера-Цветана (1893 – 1935), ∞ 1924 за професор Шарл Буасевен (†1941)

  - Хайнрих фон Батенберг (1858 – 1896), 
∞ Беатрис Мери Виктория Теодора (1857 – 1944), дъщеря на британската кралица Виктория
    - Александър Алберт Маунтбатън (1886 – 1960), 1-ви маркиз на Карисбрук (от 1917), 
∞ 1917 за Айрин Денисън (1890 – 1956)
      - Айрис (1920 – 1982), ∞ (1) 1941 (развод 1946) за Хамилтън О’Мали (1910 – ?); ∞ (2) 1957 (развод 1957) за Майкъл Нили Брайън (1916 – 1972); ∞ (3) 1965 за Уилям Александър Кемп (1921 – 1991)

    - Виктория Евгения Батенберг (1887 – 1969), кралица на Испания (1906 – 1931), ∞ 1906 (развод 1935) за испанския крал Алфонсо XIII (1886 – 1941)
    - Леополд Артър Луис Маунтбатън (1889 – 1922)
    - Морис Виктор Доналд Батенберг(1891 – 1914)

  - Франц Йосиф (1861 – 1924), 
∞ 1897 Анна Петрович Негош (1874 – 1971), дъщеря на черногорския княз Никола I[2]